# Eutanyacra vilissima
Eutanyacra vilissima là một loài tò vò trong họ Ichneumonidae.